# Jack Williamson
Jack Williamson (Bisbee, Arizona, 29. travnja 1908. - Portales, Novi Meksiko, 10. studenog 2006.), američki pisac znanstvene fantastike kojeg su često nazivali "Dekanom znanstvene fantastike", napisao više od 50 ZF romana i veliki broj pripovjedaka.

## Životopis
Williamson se rodio 29. travnja 1908. godine u mjestu Brisbee u Arizoni, u obitelji zemljoradnika i stočara koja se tijekom njegova djetinjstva selila kroz Teksas i Novi Meksiko u potrazi za boljim pašnjacima. U mladosti se samoobrazovao čitajući po knjižnicama, a prvu je priču objavio 1928. godine - u životnoj dobi od dvadeset godina. Bila je to priča "The Metal Man" u časopisu Amazing Stories. Njegovi rani radovi uključuju svemirsku operu "The Legion of Space", započetu 1934. godine, ZF/fantastičnu "Darker Than You Think" 1940. godine, zatim "The Humanoids" 1948. godine, priču o antimateriji "Seetee Ship" 1951. godine (pod pseudonimom Will Stewart), kao i seriju o putovanju kroz vrijeme "Legion of Time" 1952. godine.
Tijekom pedesetih godina prošlog stoljeća diplomirao je i magistrirao na Eastern New Mexico University u Portalesu, gdje je kasnije i radio, dok je doktorat na temu rada H.G. Wellsa obranio na University of Colorado.
Kasniji radovi obuhvaćaju djela poput "The Ultimate Earth" godine 2000., za što je dobio nagrade Nebula i Hugo, dok je za "Terraforming Earth" godinu dana kasnije osvojio Memorijalnu nagradu Johna W. Campbella. Godine 1976. imenovan Velikim majstorom (Grand Master, drugi po redu uopće), titulom što ga dodjeljuje organizacija Science Fiction and Fantasy Writers of America, dok je nagradu Hugo dobio i za autobiografiju "Wonder's Child: My Life in Science Fiction" 1985. godine. Posljednji roman, "The Stonehenge Gate", napisao je 2005. godine.
Službeno mu se pripisuje kovanje pojmova "genetski inženjering" i "teraformiranje". Prevođen je i na hrvatski, a ponajviše je objavljivan u časopisu Sirius. Dana 10. studenog 2006. godine preminuo je u dobi 98 godina u svojem domu u mjestu Portales, savezna država Novi Meksiko.

## Sferakon
Gostovao je i na SFeraKonu, a da nije preminuo 2006. godine, samo dva dana nakon SFeraKona 2008. godine, slavio bi 100. rođendan, stoga je SFera odlučila da će upravo Jack Williamson biti Ghost of Honour SFeraKona 2008. godine.